# スクノ海
スクノ海（スクノうみ）は、徳島県鳴門市の大毛島と高島に囲まれた入海。寿久ノ海ともいう。

## 概要
南はあいの水尾川を通じて小鳴門海峡に、北はいな越の小さな掘割でウチノ海に通じている。水深が浅いので塩田の埋立てが容易であることから、徳島藩政期から明治にかけてたびたび塩田が開築された（鳴門市史上巻）。
嘉永元年の「新浜築立与内現受渡契約ニ係ル仕上覚」には、天保14年から「十軒前余り」の塩浜を三ツ石村の浜人が開拓したので、この海の漁業権をもっていた土佐泊浦へその漁業補償として1年に銀札2貫目ずつが支払われたことが記録されている。また、寛政7年の「鳴門辺集」によると、安永年中に徳島杉屋丁（現在の徳島市西新町付近）の郡屋牛之丞がここでハマチの養殖を行ったが、結局5年程で失敗したとある。この時に内海に通じるいな越が掘り切られたといわれる。
近代に入ると、スクノ海の北部にある小湾のイナ池で、明治41年に土佐泊漁業組合がイナ池養魚場を設置し、イナ（若齢時のボラ）の養殖を始めた。その後、イナ養殖は中止されたが、鳴門漁業組合が新たに結成され、昭和6年度からハマチの稚魚3万尾、クルマエビ50貫を入れて養殖事業を拡大させたという（鳴門市史中巻）。第二次世界大戦後、このスクノ海で真珠やカキの養殖が行われたが、それも長くは続かなかった。